# Caryocolum pullatella
Caryocolum pullatella — вид лускокрилих комах з родини виїмчастокрилі молі (Gelechiidae).

## Поширення
Вид поширений в Австрії, Італії, Данії, Польщі, Естонії, Латвії, Норвегії, Швеції, Фінляндії, Україні, Росії, Японії, на Алясці, в Канаді та на півночі і заході США на південь до Аризони.

## Опис
Довжина передніх крил 5-6,5 мм. Передні крила плямисті темно-коричневі з двома середніми білими плямами в комірці на одній п'ятій і посередині.

## Спосіб життя
Імаго літають з середини травня до середини жовтня, ймовірно, в одному поколінні на рік.